# Borchêne
Borchêne är ett vattendrag i Belgien.   Det ligger i provinsen Liège och regionen Vallonien, i den östra delen av landet, 120 km öster om huvudstaden Bryssel.
I omgivningarna runt Borchêne växer i huvudsak blandskog. Runt Borchêne är det ganska glesbefolkat, med 47 invånare per kvadratkilometer.